# Melanozosteria mjoebergi
Melanozosteria mjoebergi är en kackerlacksart som beskrevs av Karlis Princis 1966. Melanozosteria mjoebergi ingår i släktet Melanozosteria och familjen storkackerlackor. Inga underarter finns listade i Catalogue of Life.